# Fimbristylis monospicula
Fimbristylis monospicula är en halvgräsart som beskrevs av Ethirajalu Govindarajalu. Fimbristylis monospicula ingår i släktet Fimbristylis och familjen halvgräs. Inga underarter finns listade i Catalogue of Life.